# Caja Agraria de Colombia
La Caja de Crédito Agrario, Industrial y Minero más conocida como Caja Agraria fue una entidad financiera estatal colombiana fundada en 1931. Entró en liquidación en 1999 siendo sustituida por el Banco Agrario de Colombia.

## Historia

### Antecedentes
En 1927 se creó el Banco Agrícola Hipotecario desde la Cámara de Representantes por proyecto de Mariano Ospina Pérez.

### Creación y características
Fue creada con el decreto 1998 de 1931, en el gobierno de Enrique Olaya Herrera. La Ley 57 de 1931 establecía que su duración sería de 50 años, por lo cual, en el gobierno de Julio César Turbay, se le otorgó una prórroga por tiempo indefinido. Su primera oficina se ubicó en la Avenida Jiménez de Bogotá. Llegó a ser una de las entidades del estado con más presencia a nivel nacional junto a Telecom. Tuvo el mayor número de empleados de una entidad en Colombia, siendo el banco más grande del país, y llegó a ser la institución financiera con la red de oficinas más numerosa (864 en 500 municipios de Colombia). Por varios años fue el patrocinador oficial de la Vuelta a Colombia. Fue blanco constante en las tomas guerrilleras durante el conflicto armado interno en Colombia.

### Crisis y liquidación
La entidad entró en crisis desde 1989, por lo cual fue liquidada en 1999. En 1991 fue objeto de un millonario robo en Bogotá. En 1999 una investigación de la Contraloría General de la República de Carlos Ossa Escobar determinó que más del 70% de los grandes deudores morosos de la caja eran personas no relacionadas con el campo y el 30% eran grandes agricultores y ganaderos.
Su reemplazo, el Banco Agrario de Colombia, aparece el 28 de junio de 1999.

## Eslóganes
- Primero el campo (1982-1986)
- Banco en la ciudad, fomento en el campo. La Caja Agraria si es Colombia (1986-1988)
- En la ciudad, en el campo (1988-1990)
- Su banco en todos los campos (1995-1999)

| Predecesor: Banco Agrícola Hipotecario | Caja Agraria de Colombia 1931-1999 | Sucesor: Banco Agrario de Colombia |